# 秩父別駅
秩父別駅（ちっぷべつえき）は、北海道（空知総合振興局）雨竜郡秩父別町字秩父別にある北海道旅客鉄道（JR北海道）留萌本線の駅である。電報略号はチツ。事務管理コードは▲121502。
早朝の下り列車1本は当駅を通過する。

## 歴史
- 1910年（明治43年）11月23日：鉄道院留萠線深川駅 - 留萠駅間開通に伴い筑紫駅（ちくしえき）として開業[3][4]。一般駅[1]。
- 1931年（昭和6年）10月10日：線路名を留萠本線に改称、それに伴い同線の駅となる[4]。
- 1949年（昭和24年）6月1日：公共企業体である日本国有鉄道に移管。
- 1954年（昭和29年）11月10日：秩父別駅に改称[4]。
- 1971年（昭和46年）：駅舎改築[5]
- 1982年（昭和57年）11月15日：貨物取扱い廃止[1]。
- 1984年（昭和59年）2月1日：荷物取扱い廃止[1]。同時に出札・改札業務を停止し旅客業務について無人[6][7]（簡易委託）化。但し閉塞扱いの運転要員は継続配置。
- 1986年（昭和61年）11月1日：閉塞合理化に伴い交換設備廃止。運転無人化[8]。
- 1987年（昭和62年）4月1日：国鉄分割民営化によりJR北海道に継承[1]。
- 時期不詳[注 1]：簡易委託廃止、完全無人化。
- 1997年（平成9年）4月1日：線路名を留萌本線に改称、それに伴い同線の駅となる[4]。
- 2007年（平成19年）5月10日：乗客の積み残しが起こる（#その他を参照）。
- 2026年（令和8年）4月1日：深川駅 - 石狩沼田駅間の廃止に伴い廃駅（予定）[JR北 1]。

### 駅名の由来
当駅の所在する地名（町名（当時は村名））より。アイヌ語に由来するが諸説ある。
旧駅名の「筑紫」も、町名の語源の一つとされる「チクㇱペッ（ci-kus-pet）」（我ら・通る・川＝通路のある川）からとられたもので、村名に合わせる形で改称された。

## 駅構造
単式ホーム1面1線を有する地上駅。ホームは線路の西側（石狩沼田方面に向かって左手側、旧1番線）に存在する。転轍機を持たない棒線駅となっている。かつては相対式ホーム2面2線を有する列車交換可能な交換駅であった。当時は互いのホームは駅舎側ホーム中央部分と対向側ホーム南側を結んだ構内踏切で連絡した。駅舎側（西側）が下りの1番線、対向側ホームが上りの2番線となっていた。そのほか1983年（昭和58年）4月時点では1番線の石狩沼田方と2番線の深川方を結ぶ渡り線を1線、1番線の石狩沼田方から分岐し駅舎北側のホーム切欠き部分の貨物ホームへの貨物側線を1線有していた。交換設備運用廃止後は1993年（平成5年）3月までに線路は撤去されたが、ホーム前後の線路は転轍機の名残で湾曲していた。
深川駅管理の無人駅となっている。駅舎は構内の西側に位置しホーム中央部分に接している。木造駅舎は開業当初から数度の改修を経ていると思われる、1971年（昭和46年）改築の有人駅時代からの駅舎が残っている。木製の外壁には劣化が見られる。駅舎とは別棟で、駅前に山小屋風のトイレ棟を有する。ホームは砂利敷きとなっている。1983年（昭和58年）4月時点では駅舎とホームの間に松や白樺を配した池があった。
1935年（昭和10年）の時点で「米で名高い秩父別」と記載され、鍬と銃を持ったヒゲの兵隊と米俵の置かれた田のイラスト入りの駅スタンプ（当時は筑紫駅）が設置されていた。これは当駅初の駅スタンプであった。

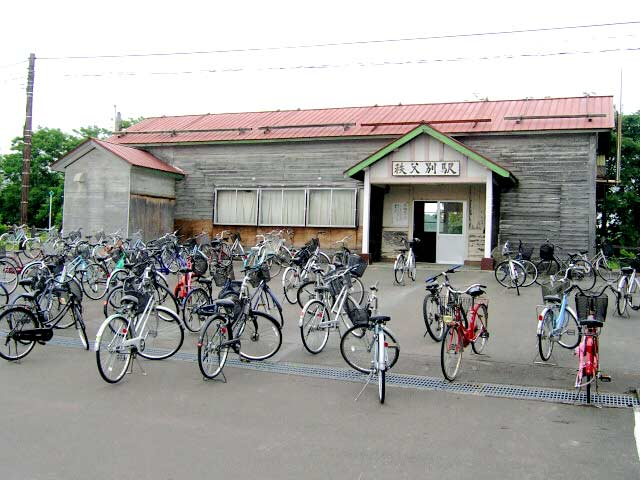
駅舎（2004年6月）
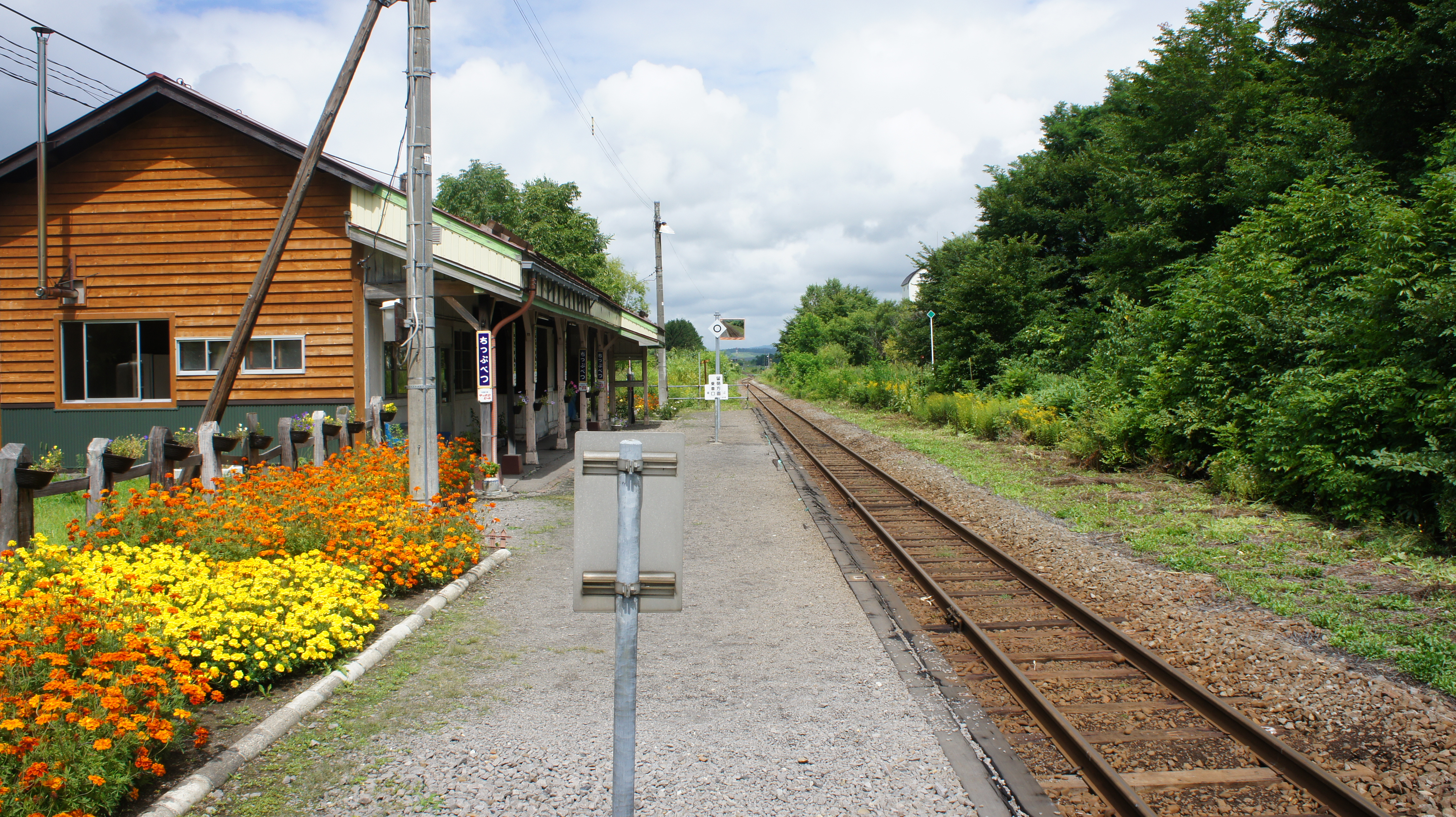
ホーム（2017年8月）
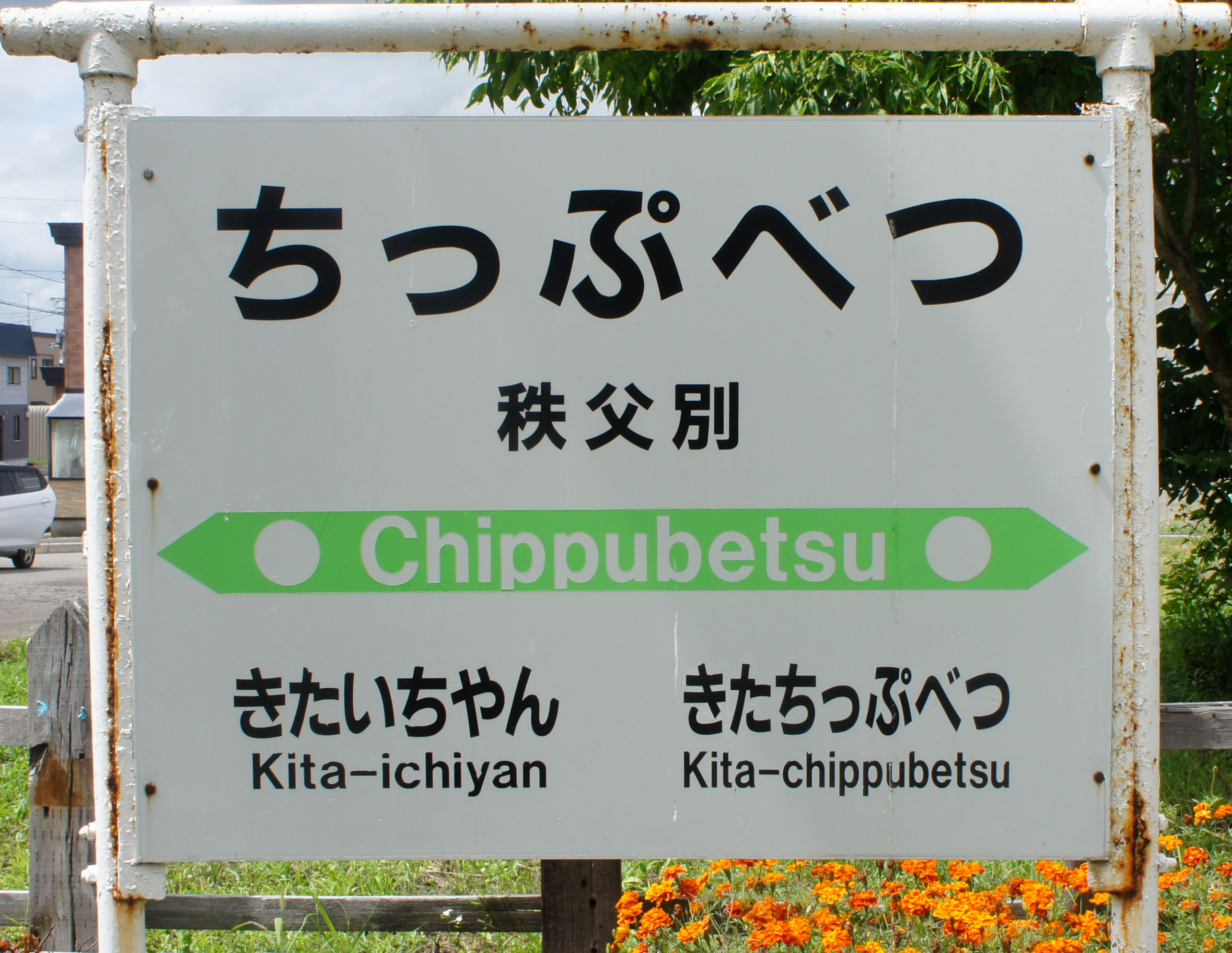
駅名標（2017年8月）

## 利用状況
乗車人員の推移は以下のとおり。年間の値のみ判明している年については、当該年度の日数で除した値を括弧書きで1日平均欄に示す。乗降人員のみが判明している場合は、1/2した値を括弧書きで記した。また、「JR調査」については、当該の年度を最終年とする過去5年間の各調査日における平均である。
| 年度               | 乗車人員 | 乗車人員 | 乗車人員 | 出典       | 備考                                |
| 年度               | 年間     | 1日平均  | JR調査   | 出典       | 備考                                |
| ------------------ | -------- | -------- | -------- | ---------- | ----------------------------------- |
| 1981年（昭和56年） |          | (75.5)   |          | [ 5 ]      | 1日乗降：151人                      |
| 1992年（平成04年） |          | (98.0)   |          | [ 10 ]     | 1日乗降：196人                      |
| 2016年（平成28年） |          |          | 58.0     | [ JR北 2 ] | 同年度中に留萌駅 - 増毛駅間廃止     |
| 2017年（平成29年） |          |          | 53.6     | [ JR北 3 ] |                                     |
| 2018年（平成30年） |          |          | 48.4     | [ JR北 4 ] |                                     |
| 2019年（令和元年） |          |          | 39.2     | [ JR北 5 ] |                                     |
| 2020年（令和02年） |          |          | 33.6     | [ JR北 6 ] |                                     |
| 2021年（令和03年） |          |          | 27.0     | [ JR北 7 ] |                                     |
| 2022年（令和04年） |          |          | 21.8     | [ JR北 8 ] | 同年度末で石狩沼田駅 - 留萌駅間廃止 |
| 2023年（令和05年） |          |          | 20.6     | [ JR北 9 ] |                                     |

## 駅周辺
秩父別町の中心駅である。周辺は米どころであり、農業用の倉庫や米穀工場が並ぶ。
- 国道233号（深川国道）
- 北海道道372号秩父別停車場線
- 北海道道282号沼田妹背牛線
- 深川留萌自動車道秩父別インターチェンジ
- 道の駅鐘のなるまち・ちっぷべつ - 敷地内に秩父別温泉の施設である「秩父別温泉ちっぷ・ゆう&ゆ」が併設されている。
- 秩父別町役場
- 深川警察署秩父別駐在所
- 秩父別郵便局
- 秩父別町立秩父別中学校
- 秩父別町立秩父別小学校
- 北空知信用金庫秩父別支店
- 北いぶき農業協同組合（JA北いぶき）本所
- ファミリースポーツ公園[12]
- 郷土館[12]
- ローズガーデンちっぷべつ[12]
- 秩父別町観光体験牧場「めぇーめぇーランド」
- 空知中央バス「ちっぷゆう&ゆ入口」[14]、道北バス・沿岸バス「秩父別1丁目」[15]停留所

## その他
- 2007年（平成19年）5月10日、増毛発深川行き普通列車に乗ろうとした乗客約55人（通学の高校生が主だった）のうち26人が乗り込めず、そのまま置き去りにしたまま列車が発車。残された26人はJR北海道が用意した列車代行タクシーで深川方面に向かった[16]。
  - この列車はキハ54形気動車1両（定員64人）で運行されていたものの、急行仕様で混雑しやすく尚且つ（ワンマン運転であったため）客扱いする扉が1箇所に限られていたことから混雑が起こりやすかった。このため、JR北海道では留萌本線でのキハ54の運行を一時中止し、ロングシート拡充や一部座席の撤去など改造を施して再度運用に就かせている。

## 隣の駅
北海道旅客鉄道（JR北海道）
留萌本線（下り始発列車は当駅通過）
北一已駅 - 秩父別駅 - 北秩父別駅